# Битка за Британију (филм)
Битка за Британију (енгл. Battle of Britain) је британски филм из 1969. у режији Гаја Хамилтона.

## Улоге
| Глумац           | Улога              |
| ---------------- | ------------------ |
| Лоренс Оливије   | Хју Даудинг        |
| Тревор Хауард    | Кит Парк           |
| Патрик Вајмарк   | Трафорд Ли-Малори  |
| Кристофер Пламер | Колин Харви        |
| Мајкл Кејн       | Канфилд            |
| Ралф Ричардсон   | Дејвид Виктор Кели |
| Ијан Макшејн     | Енди               |
| Петер Хагер      | Алберт Кеселринг   |
| Хајн Рајс        | Херман Геринг      |